# Derek Riggs
Derek Riggs (Portsmouth, 18 de febrer de 1958) és un artista britànic contemporani més conegut per la creació de la mascota de la banda Iron Maiden, "Eddie".
És un artista autodidacte, tant en la seva pintura tradicional com en la seva obra digital. Ha dibuixat tota la vida d'ençà que té memòria. I també va assistir a l'escola d'art, però va ser expulsat després d'expressar queixes sobre el curs. L'assoliment més famós de Riggs és el seu treball amb Iron Maiden i la seva creació d'Eddie, la mascota de la banda i tema de la majoria dels seus discos i portades de singles. La primera imatge d'Eddie de Riggs es va titular originalment "Electric Matthew Says Hello" i va ser realment pintada per a una possible portada punk. La direcció d'Iron Maiden es va trobar amb ell mentre miraven el portfolio de Riggs, i li va demanar que afegís cabells a la figura per fer que semblés menys punk. La imatge resultant es va utilitzar per al disc de debut, Iron Maiden, publicat el 1980, i Riggs va continuar treballant amb Iron Maiden durant la dècada de 1980 i fins als anys 90, creant moltes de les famoses portades dels àlbums de la banda. No obstant això, el 1992, la banda va decidir acceptar les contribucions d'altres artistes per al seu àlbum Fear of the Dark, resultant en moltes menys aportacions de Riggs en els darrers anys.
Riggs també ha dissenyat la portada de World's Only Female Tribute to Iron Maiden, l'àlbum debut homònim de la banda tribut exclusivament femenina, les Iron Maidens, una peça que es va inspirar en l'àlbum Killers, amb un "Kinky Sex Shop" similar al que apareix a la il·lustració d'Iron Maiden.
També ha treballat amb el vocalista principal d'Iron Maiden, Bruce Dickinson, per al seu àlbum Accident of Birth, amb Stratovarius per al seu àlbum Infinite, amb Gamma Ray per al seu àlbum Power Plant, amb Artension al seu àlbum Future World del 2004, amb Gillman pel seu àlbum Cuauhtemoc del 2003, i amb moltes altres bandes i companyies, la majoria de les quals apareixen al seu lloc web.
Riggs resideix actualment a Amèrica.